# Айрон-Сіті (Теннессі)
Айрон-Сіті (англ. Iron City) — переписна місцевість (CDP) в США, в округах Лоуренс і Вейн штату Теннессі. Населення — 274 особи (2020).

## Географія
Айрон-Сіті розташований за координатами 35°1′31″ пн. ш. 87°35′3″ зх. д. / 35.02528° пн. ш. 87.58417° зх. д. (35.025363, -87.584052).  За даними Бюро перепису населення США в 2010 році переписна місцевість мала площу 2,40 км², уся площа — суходіл. В 2017 році площа становила 1,79 км², уся площа — суходіл.

## Демографія
Згідно з переписом 2010 року, у місті мешкало 328 осіб у 132 домогосподарствах у складі 93 родин. Густота населення становила 137 осіб/км².  Було 150 помешкань (62/км²).
Расовий склад населення:
| - 99,1 % — білих - 0,3 % — корінних американців - 0,3 % — чорних або афроамериканців - 0,3 % — азіатів |

До двох чи більше рас належало 0,0 %. Частка іспаномовних становила 0,6 % від усіх жителів.
За віковим діапазоном населення розподілялося таким чином: 20,4 % — особи молодші 18 років, 65,0 % — особи у віці 18—64 років, 14,6 % — особи у віці 65 років та старші. Медіана віку мешканця становила 41,2 року. На 100 осіб жіночої статі у місті припадало 105,0 чоловіків;  на 100 жінок у віці від 18 років та старших — 105,5 чоловіків також старших 18 років.
За межею бідності перебувало 42,8 % осіб, у тому числі 45,8 % дітей у віці до 18 років та 70,8 % осіб у віці 65 років та старших.
Цивільне працевлаштоване населення становило 56 осіб. Основні галузі зайнятості: виробництво — 41,1 %, будівництво — 23,2 %, мистецтво, розваги та відпочинок — 12,5 %, фінанси, страхування та нерухомість — 8,9 %.